# Biografielijst Ze

## Zea
- Natalie Zea (1975), Amerikaans actrice
- Leopoldo Zea Aguilar (1912-2004), Mexicaans filosoof en essayist

## Zeb
- Horacio Zeballos (1985), Argentijns tennisser
- Ritchie Zebeda, bekend als Duvel, Nederlands rapper
- Zebedeüs (1e eeuw), visser in Galilea
- Jonathan Zebina (1978), Frans voetballer
- Ciril Žebot (1914-1989), Sloveens politicus en collaborateur
- Zebulon, een van de twaalf zonen van Jakob

## Zec

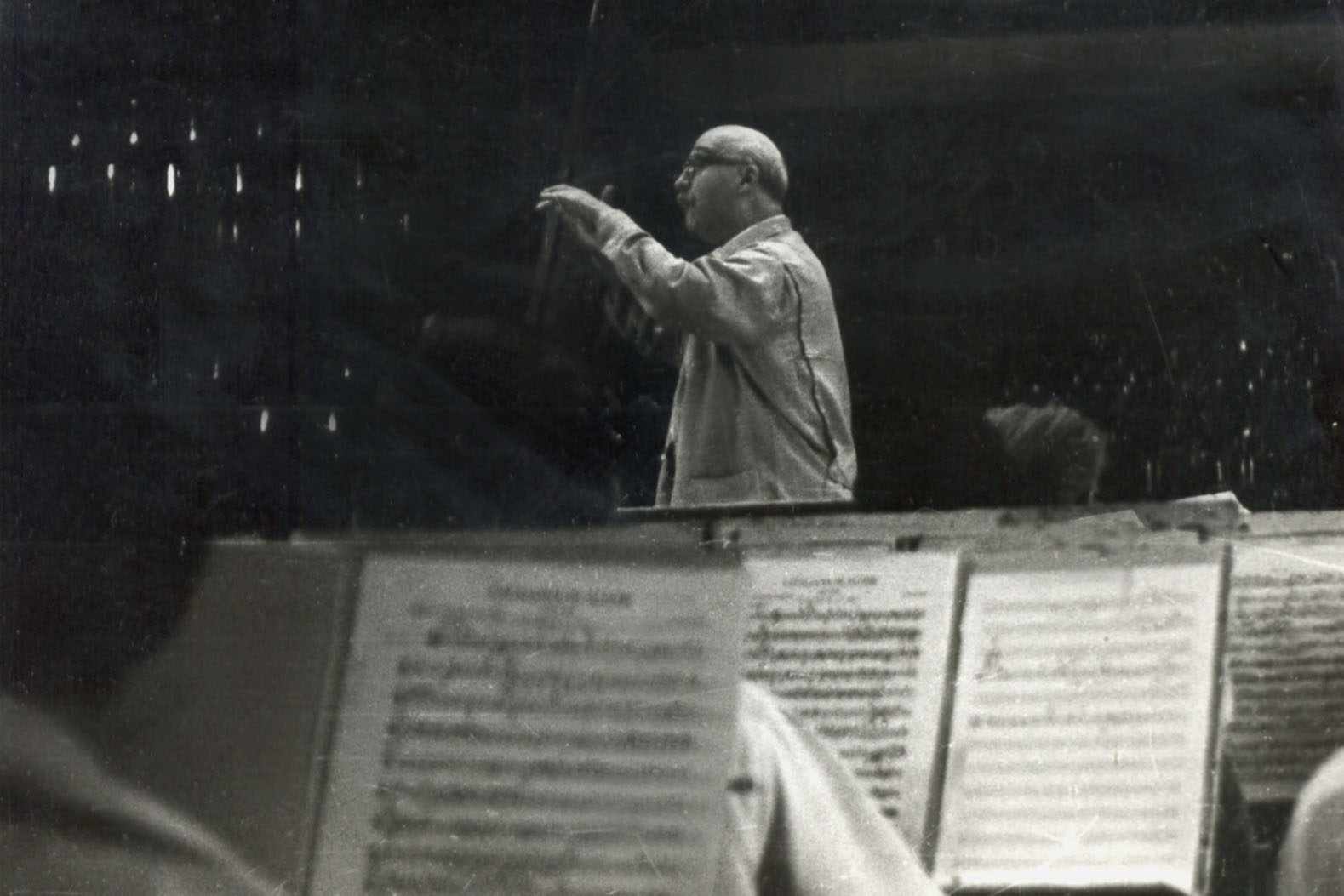
Carlo Zecchi, Kharkiv (1974)

- Ermin Zec (1988), Bosnisch voetballer
- Ferdinand Zecca (1864-1947), Frans filmmaker
- Carlo Zecchi (1903-1984), Italiaans pianist, dirigent en muziekleraar
- Zecharja (8e eeuw v.Chr.), koning van Israël (746 v.Chr.)
- Julius Graf von Zech-Burkersroda (1873-1946), Duits politicus

## Zed
- Alberto Zedda (1928-2017), Italiaans dirigent en musicoloog
- Hamza Zeddam (1984), Algerijns voetballer
- Ernesto Zedillo Ponce de León (1951), Mexicaans politicus en econoom, president van Mexico (1994-2000)
- Mojmír Zedník (1921), Tsjechisch componist

## Zee
- Age (Kees) van der Zee (1903-1982), Nederlands atleet
- Anouska van der Zee (1976), Nederlands wielrenster
- Anthony Zee (1945), Chinees-Amerikaans natuurkundige, schrijver en professor
- Dirk de Zee (1904-1985), Nederlands politicus
- Hans van der Zee (1956), Nederlands voetbaltrainer en voetbalbestuurder
- Hendrik van der Zee (1967), Nederlands dammer en notaris
- Jan van der Zee (1898-1988), Nederlands kunstenaar
- Jelmer van der Zee (1973), Nederlands politicus
- Nanda van der Zee (1951-2014), Nederlands historica
- Rob van der Zee (1963), Nederlands dirigent en klarinettist
- Siebe van der Zee (1920-1985), Nederlands verslaggever, presentator en omroepdirecteur
- Sytze van der Zee (1939-2024), Nederlands journalist en schrijver
- Tjeerd van der Zee (1840-1916), Nederlands burgemeester
- Tryntsje van der Zee-De Boer (1940-2009), Nederlands vertaalster
- Axel Zeebroek (1978), Belgisch triatleet
- Jan Bolhuis van Zeeburgh (1836-1880), Nederlands geschiedkundige
- Género Zeefuik (1990), Nederlands voetballer
- Karel August Zeefuik (1934-2020), Surinaams predikant, politicus en voetballer
- Marvin Zeegelaar (1990), Nederlands voetballer
- Manoushka Zeegelaar Breeveld (1970), Nederlands actrice en zangeres
- Abraham (Bram) Zeegers (1949-2007), Nederlands advocaat
- Arnoldus Zeegers (1733-1804), Nederlands burgemeester
- August (Guus) Zeegers (1906-1978), Nederlands middellangeafstandsloper
- Birgitte Muriel (Birke) Zeegers (1969), Nederlands actrice, zangeres en fotomodel
- Everardus Josephus Zeegers (1755-1797), Nederlands burgemeester
- Jan Zeegers (1902-1978), Nederlands atleet
- Johannes Zeegers (1740-1808), Nederlands burgemeester
- Machiel Zeegers (1916-2000), Nederlands hoogleraar
- Oscar Julius Zeegers (1984), Nederlands acteur
- Marijke Zeekant (1956), Nederlands triatlete, duatlete en roeister
- Johannes (Hans) Hendrikus Jacques van Zeeland (1954), Nederlands waterpolospeler en -coach
- Paul van Zeeland (1893-1973), Belgisch advocaat, econoom, katholiek politicus en staatsman
- Willebrordus Marie Alphonsus (Will) van Zeeland (1929-2011), Nederlands burgemeester
- Dirk II van Zeeland Van Voorne (1170-1228), Heer van Voorne en Burggraaf van Zeeland
- Dirk Zeelenberg (1969), Nederlands acteur
- Marcel Zeelenberg, Nederlands hoogleraar sociale psychologie
- Willem Cornelis (Wilco) Zeelenberg (1966), Nederlands motorcoureur
- Aart Zeeman (1956), Nederlands journalist en televisiepresentator
- Michaël Zeeman (1958-2009), Nederlands schrijver, dichter, literatuurrecensent en televisiepresentator
- Pieter Zeeman (1865-1943), Nederlands natuurkundige en Nobelprijswinnaar
- Jacobus Zeemans (1665-na 1744), Nederlands organist en orgelbouwer
- Karl Zeerleder (1780-1851), Zwitsers politicus
- Ralph Zeetsen (1977), Nederlands triatleet
- Arie Bastiaan de Zeeuw (1881-1967), Nederlands politicus
- Arjan de Zeeuw (1970), Nederlands voetballer
- Demy Patrick René de Zeeuw (1983), Nederlands voetballer
- Dick de Zeeuw (1924-2009), Nederlands landbouwkundige en politicus
- Floor de Zeeuw (1898-1979), Nederlands voetballer bij Feyenoord
- Gerard de Zeeuw (1936), Nederlands sociaal wetenschapper
- IJsbrand Hendrik de Zeeuw (1923-1975), Nederlands politicus en burgemeester
- Lucia Anna Gerarda Maria (Loes) de Zeeuw-Lases (1947-2010), Nederlands politica
- Marcel Reginald Zeeuw (1953), Surinaams militair
- Pieter Timotheus (Tim) de Zeeuw (1956), Nederlands astronoom
- Willem Cornelis Theodorus Friso (Friso) de Zeeuw (1952), Nederlands rechtsgeleerde, politicus, organisatie-adviseur en bestuurder
- Hendrik de Zeevaarder (1394-1460), Portugees prins, initiator en financier van reizen
- Jan Adriaan Dingenis Zeevaart (1930-2009), Nederlands botanicus
- Henk Zeevalking (1922-2005), Nederlands politicus
- Ariel Ze'evi (1977), Israëlisch judoka

## Zef
- Zefanja (7e eeuw v.Chr.), Joods profeet
- Zefanja, priester
- Albertus Zefat (1901-1944), Nederlands verzetsstrijder en landbouwer
- Franco Zeffirelli (1923), Italiaans filmregisseur, theaterregisseur, ontwerper en producent
- Zefyrinus (+217), paus (199-217)

## Zeg
- Gerrit Zegelaar (1719-1794), Nederlands kunstschilder
- Michael Zegen (1979), Amerikaanse acteur
- Zeger van Brabant (ca. 1237-ca. 1281), Noord-Nederlands filosofieleraar
- Zeger I van Edingen (1197-1256), Heer van Edingen (1242-1256)
- Zeger II van Edingen (+1364), Graaf van Brienne (1356-1364)
- Jan Hinderikus Johannes Zegering Hadders (1946), Nederlands banktopman
- Roelof Zegering Hadders (1912-1991), Nederlands politicus
- Dirk Christiaan (Chris) Zegers (1971), Nederlands acteur, zanger en presentator
- Jacques Zegers (1947), Belgisch zanger
- Kevin Zegers (1984), Canadees acteur
- Kristoffer Zegers (1973), Nederlands componist
- Leo Zegers, Nederlands voetballer
- Margriet Zegers (1954), Nederlands hockeyster
- Mark Zegers (1977), Nederlands voetbaldoelman
- Daniel Zegeye (1979), Ethiopisch atleet
- Marie Christina van Zeggelen (1870-1957), Nederlands schrijfster
- Willem Josephus van Zeggelen, geboren als Wilhelmus Josephus van Seggelen, (1811-1879), Nederlands dichter en boekdrukker
- Quirinius Hendricus Joseph (Cor) Zegger (1897-1961), Nederlands zwemmer
- Liesbeth Zegveld (1970), Nederlands advocaat, juriste en hoogleraar
- 'Eduardus Josephus Franciscus de Paulo Osy de Zegwaart (1832-1900), Belgisch politicus

## Zeh
- Juli Zeh (1974), Duits schrijfster
- Johann Zehetner (1912-1942), Oostenrijks handballer
- Nora Zehetner (1981), Amerikaans actrice
- Wilhelm Zehle (1876-1956), Duits componist en dirigent
- Norbert Zehm (1962), Oostenrijks componist, pianist en kunstschilder
- Jean-Claude Zehnder (1941), Zwitsers organist, klavecinist en muziekpedagoog
- Johann Ulrich Zehnder (1798-1877), Zwitsers politicus
- Monika Zehrt (1952), Oost-Duits atlete

## Zei
- Ahmad Zeidabadi (1966), Iraans hoogleraar, journalist en mensenrechtenverdediger
- Joanna Zeiger (1970), Amerikaans triatlete en zwemster
- Corné van Zeijl (1965), Nederlands vermogensbeheerder en beurscommentator
- Eva Zeijlstra (1962), Nederlands stemactrice
- Roeland van Zeijst (1974), Nederlands mediapersoonlijkheid
- Petrus Hendrikus (Piet) van Zeil (1927-2012), Nederlands politicus
- Martin Zeiler (1589-1661), Duits protestants auteur
- Anton Zeilinger (1945), Oostenrijks kwantumfysicus en Nobelprijswinnaar
- Isaac Zeilmaker (1633-1721), Nederlands marineschilder
- Bart Zeilstra, eerder bekend als Baas B, (1982), Nederlands zanger
- Frank Marcel (Frank) Zeilstra (1958), Nederlands beeldhouwer, kunstschilder en glazenier
- George van Waldburg zu Zeil und Hohenems (1878-1955), Duits graaf van Waldburg-Zeil
- Anneke Zeinstra (1953), Nederlands schaatsster
- Harm Zeinstra (1989), Nederlands voetballer
- Jeroen Zeinstra (1975), Nederlands atleet en atletiektrainer
- Peter Zeipelt (1946), Oostenrijks componist, muziekpedagoog, dirigent en koperblazer
- Eduard Zeis (1807-1868), Duits oogarts en chirurg
- Simon Zeisel (1854-1933), Tsjechisch scheikundige
- Carl Zeiss (1816-1888), Duits lenzenmaker en ondernemer
- Willem van Zeist (1924-2016) Nederlands archeobotanicus en palynoloog
- Christiaan August van Saksen-Zeitz (1666-1725), Duits prins en aartsbisschop van Hongarije
- Kurt Zeitzler (1895-1963), Duits generaal

## Zej

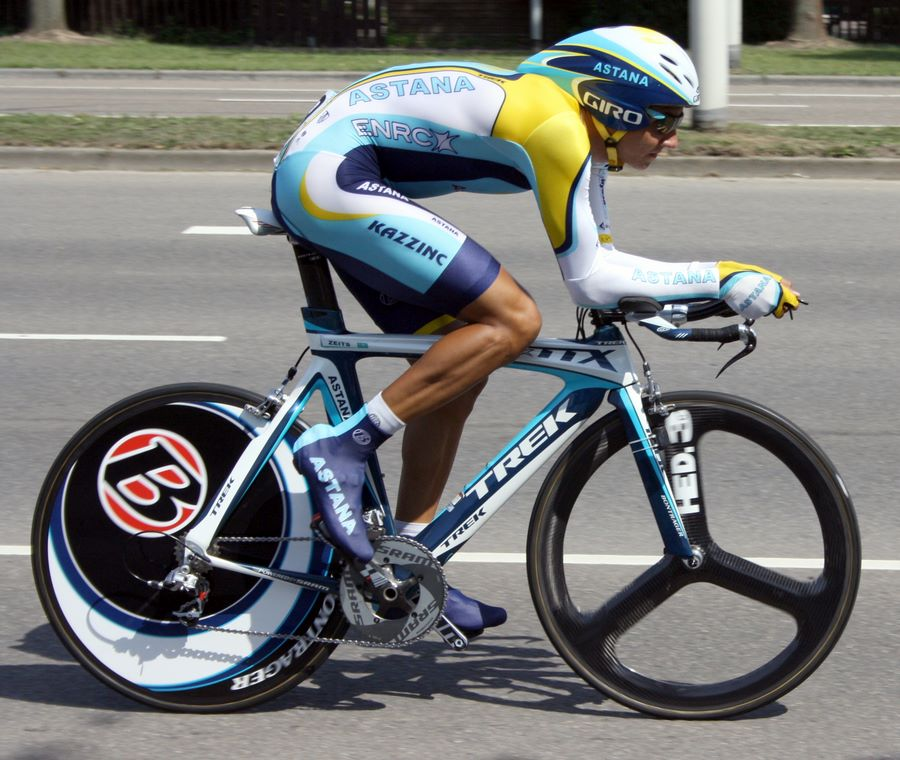
Andrej Zejts (2009)

- Handrij Zejler (1804-1872), Oppersorbisch schrijver en dichter
- Jusuf Zejnullahu (1944), Kosovaars-Albanees politicus
- Andrej Zejts (1986), Kazachs wielrenner

## Zek
- Zekenites (1e eeuw), piratenheerser rond de Middellandse Zee
- Joseph Zen Ze-Kiun (1932), Chinees kardinaal en bisschop

## Zel

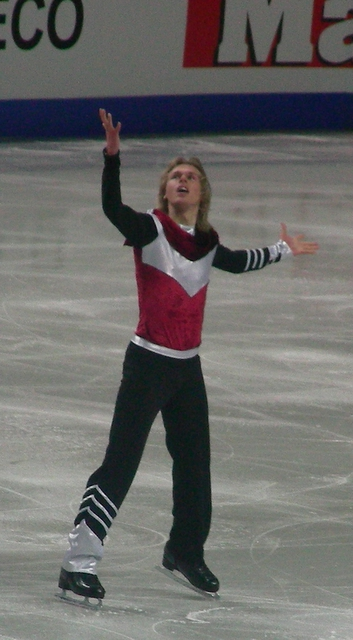
Karel Zelenka

- Vaçe Zela (1939), Albanees zangeres
- Luminita Zaituc-Zelaskowski (1968), Duits langafstandsloopster van Roemeense komaf
- Manuel (Mel) Zelaya Rosales (1952), Hondurees politicus
- Roger Zelazny (1937-1995), Amerikaans schrijver
- Robert Zelčić (1965), Kroatisch schaker
- Harry Zeldenrust (1934), Nederlands theoloog, predikant en vredesactivist
- Jan Zeldenrust (1907-1990), Nederlands patholoog-anatoom
- Salomon Zeldenrust (1884-1958), Nederlands schermer
- Mary Zeldenrust-Noordanus (1928-1984), Nederlands psychologe-psychotherapeute
- Gabor Zele (1954), Hongaars voetballer
- Igor Zelenay (1982), Slowaaks tennisser
- Oliver Zelenika (1993), Kroatisch voetbaldoelman
- Jan Lukas Ignatius Dismas Zelenka (1679-1745), Tsjechisch contrabassist en componist
- Karel Zelenka (1983), Tsjechisch-Italiaans kunstschaatser
- Lukáš Zelenka (1979), Tsjechisch voetballer
- Lucie Zelenková (1974), Tsjechisch triatlete
- Evgeny Zelenov (1966), Russisch autocoureur
- Władysław Żeleński (1837-1921), Pools pianist en componist
- Aline Zeler (1983), Belgisch voetbalspeelster
- Erich Julius Eberhard von dem Bach-Zelewski (1899-1972), Duits SS-officier en Holocaustpleger
- Jan Železný (1966), Tsjechisch atleet
- Nedijeljko Zelić (1971), Australisch voetballer
- Zelikah, Egyptisch vrouw van zakenman Potifar
- Corneliu Zelinski, bekend als Corneliu Zelea Codreanu, (1899-1938), Roemeens politicus en fascist
- Indrek Zelinski (1974), Estisch voetballer
- Nikolay Dimitrievich Zelinsky (1861-1953), Russisch chemicus
- Petrus Guillaume Jacobus (Piet) Zelissen (1941), Nederlands politicus
- Johannes Hendrikus Zelle (1907-1983), Nederlands predikant
- Margaretha Geertruida (Griet) Zelle, bekend als Mata Hari, (1876-1917), Nederlands danseres
- Christopher Zeller (1984), Duits hockeyer
- Ella Constantinescu-Zeller (1933), Roemeens tafeltennisspeelster
- Carl (Karl) Johann Adam Zeller (1842-1898), Oostenrijks componist
- Katrin Zeller (1979), Duits langlaufster
- Philipp Christoph Zeller (1808-1883), Duits entomoloog
- Sandro Zeller (1991), Zwitsers autocoureur
- Mass'oud Mirza Zell-e Soltan (1850-1918), agnaat van het Huis der Kadjaren
- Hellun Zelluf, pseudoniem van Geert Vissers, (1960-1992), Nederlands zanger, presentator en aidsactivist
- Renée Kathleen Zellweger (1969), Amerikaans actrice
- Jakob Zellweger III (1805-1873), Zwitsers politicus
- Ada van Zelm, Nederlands kunstenares en illustratrice
- Greet Versterre-van Zelm (1937), Nederlands atlete
- Efim Isaakovich Zelmanov (1955), Russisch wiskundige
- J.A. van Zelm van Eldik (1913), Nederlands ambtenaar
- Friedrich Zelnik (1895-1950), Duits filmacteur, -producent en -regisseur
- Marieke Zelsmann (1975), Nederlands golfster
- Ben van Zelst (1961), Nederlands triatleet
- Michiel (Chiel) van Zelst (1964), Nederlands kunstenaar en galeriehouder
- Carl Friedrich Zelter (1758-1832), Duits componist, muziekleraar en dirigent
- Franz Ferdinand (Ferry) Zelwecker (1911-1998), Oostenrijks componist en dirigent
- Jean-Marc Zelwer, Frans componist en muzikale duizendpoot

## Zem

Robert Zemeckis (1997)

- Dietmar Zeman (1932), Oostenrijks fagottist
- Jaroslav Zeman (1936), Tsjechisch componist, muziekpedagoog en dirigent
- Marián Zeman (1974), Slowaaks voetballer
- Miloš Zeman (1944), Tsjechisch politicus
- Zdeněk Zeman (1947), Italiaans-Tsjechisch voetbaltrainer
- Veronika Zemanová (1975), Tsjechisch fotomodel
- Robert Zemeckis (1951), Amerikaans regisseur en filmschrijver
- Zemey (1927-1966), Tibetaans geestelijke
- Alexander von Zemlinsky (1871-1942), Oostenrijks-Amerikaans dirigent en componist
- Pia Zemljič (1975), Sloveens actrice
- Marouane Zemmama (1983), Marokkaans voetballer
- Mohamed Zemmamouche (1985), Algerijns voetballer
- Éric Zemmour (1958), Frans journalist en schrijver
- Josef Zemp (1834-1908), Zwitsers politicus

## Zen

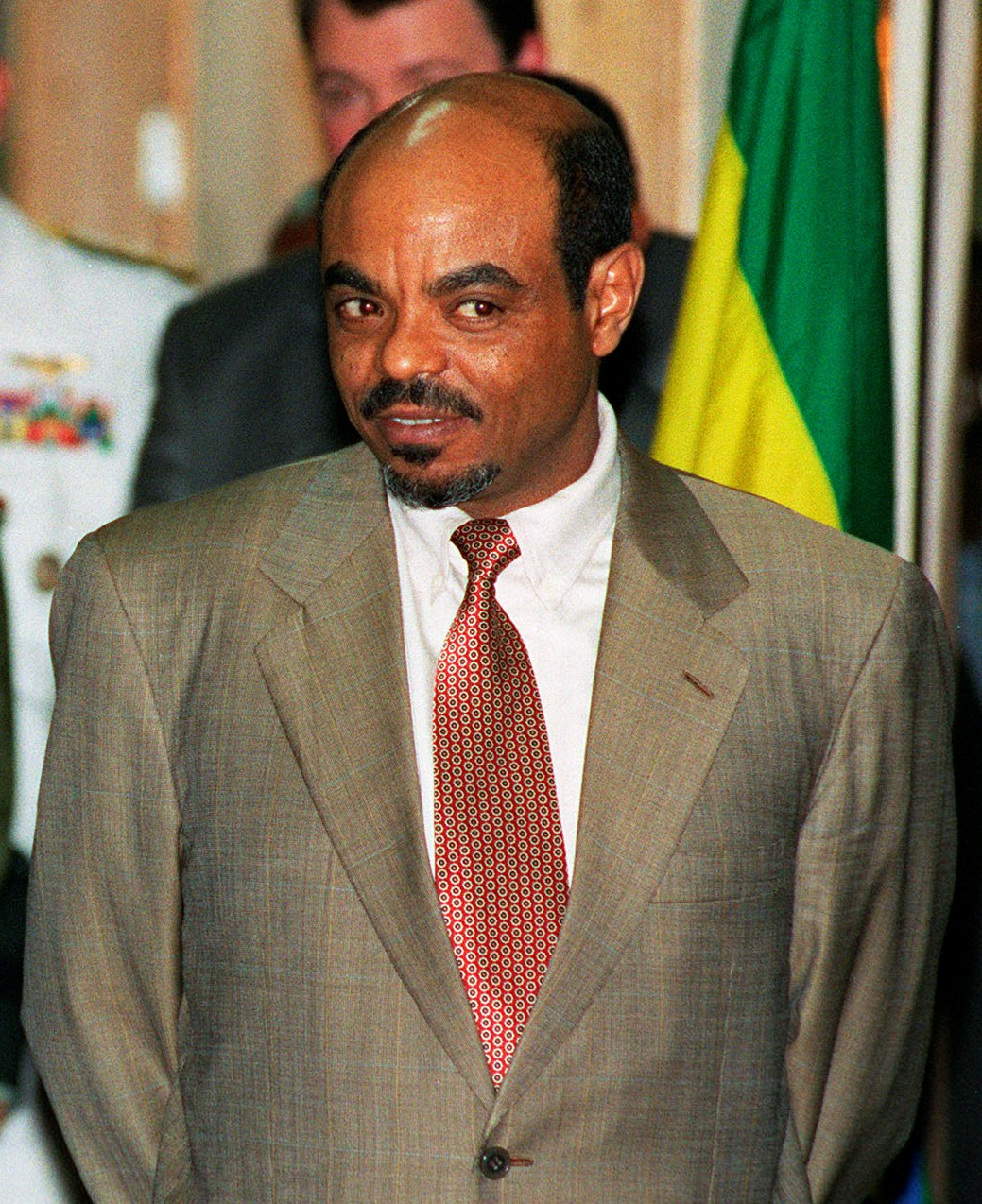
Legesse (Meles) Zenawi

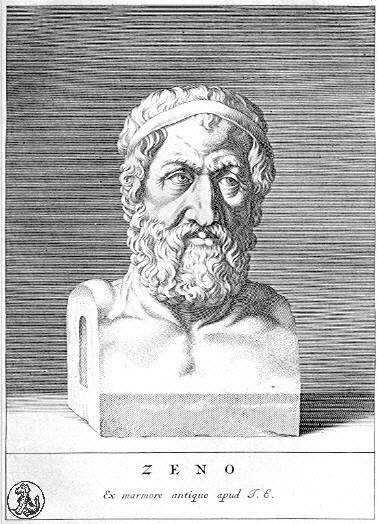
Zeno van Citium

- Jean-François Zen (1981), Frans wielrenner
- Marco Zen (1963), Italiaans wielrenner
- Abderrahmane Zenati (1943), Marokkaans schilder en schrijver
- Legesse (Meles) Zenawi (1955), Ethiopisch president en minister-president
- Zendaya Janae Coleman (1996), Amerikaans jeugdactrice
- Txema del Olmo Zendegi (1973), Spaans wielrenner
- Lirim Zendeli (1999), Duits autocoureur
- Boudewijn Zenden (1976), Nederlands voetballer
- Pierre Zenden (1939), Nederlands judoka en sportverslaggever
- Hans Zender (1936), Duits componist en dirigent
- Clarence Melvin Zener (1905-1993), Amerikaans theoretisch natuurkundige
- Zeng Liansong (1917-1999), Chinees econoom en kunstenaar
- Zeng Yongya (1917-1995), Chinees generaal en politicus
- Walter Zenga (1960), Italiaans voetbaldoelman en -doelman
- Brian Kumbirai Zengeni (1985), Zimbabwaans veldrijder
- Elia Zenghelis (1937), Grieks architect
- Imad ad-Din Zengi (ca. 1085-1146), Islamitisch leider van Seltsjoek-Turkse komaf
- Erkan Zengin (1985), Turks voetballer
- Kerim Zengin (1985), Turks voetballer
- Tolga Zengin (1983), Turks voetballer
- Ramon Zenhäusern (1992), Zwitsers alpineskiër
- Alice Zeniter (1986), Frans schrijver
- Thomas Erwin (Tom) Zenk (1958), Amerikaans worstelaar
- Simon Terwase Zenke (1988), Nigeriaans voetballer
- Friedrich Albert von Zenker (1825-1898), Duits patholoog en arts
- Colleen Zenk Pinter (1953), Amerikaans actrice
- Franco Zennaro (1993), Belgisch voetballer
- Jonathan Adolf Wilhelm Zenneck (1871-1959), Duits natuurkundige en radiopionier
- Alain Zenner (1946), Belgisch advocaat en politicus
- Niklas Zennström (1966), Zweeds zakenman
- Flavius Zeno, bekend als Zeno van Byzantium, (+491), keizer van het Oost-Romeinse rijk (474-491)
- Nicolò Zeno (1365-1388), Venetiaans ontdekkingsreizigers
- Valerio Zeno (1984), Nederlands televisiepresentator en acteur van Italiaanse komaf
- Zeno van Citium (333-262 v.Chr.), Grieks stichter van het Stoïcisme
- Zeno van Elea (ca. 490-ca. 430 v.Chr.), Grieks filosoof
- Zeno van Tarsus, Oud-Grieks Stoïcijns filosoof
- Zeno van Verona (ca. 300-ca. 371), christelijk bisschop van Verona of een martelaar
- Septimia Zenobia (ca. 241-??), koningin van Palmyra (267-272)
- Zenobius van Florence (337-390 of 417), Italiaans bisschop en heilige
- Zenon (ca. 260-ca. 230 v.Chr.), privésecretaris van Apollonius
- Matthias Zens (1839-1921), Duits beeldhouwer
- Charles Zentai, geboren als Karoly Zentai, (1921), Hongaars verdachte van nazi-oorlogsmisdaden
- Joseph Zen Ze-Kiun (1932), Chinees kardinaal en bisschop
- Robin Zentner (1994), Duits voetballer

## Zeo
- Adolfo Javier (Javier) Zeoli Martínez (1962), Uruguayaans voetballer

## Zep

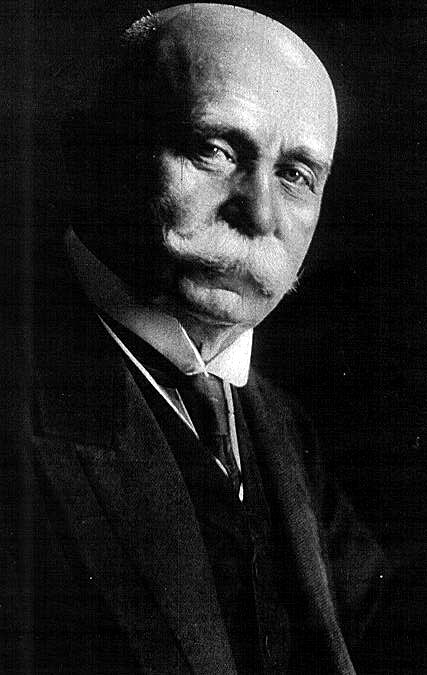
Ferdinand von Zeppelin

- Dirk Zeper (1803-1881), Nederlands burgemeester
- Benjamin Zephaniah (1958-2023), Brits dichter, schrijver en acteur
- Ferdinand von Zeppelin (1838-1917), Duits uitvinder en luchtvaartpionier
- Rainer Zepperitz (1930-2009), Duits contrabassist

## Zer

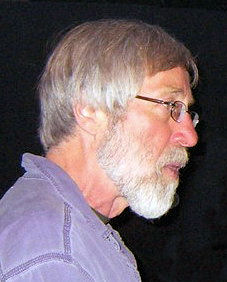
John Zerzan

- Toufik Zerara (1986), Frans-Algerijns voetballer
- Cesare Zerba (1892-1973), Italiaans geestelijke en kardinaal
- Christiaan August van Anhalt-Zerbst (1690-1747), vorst van Anhalt-Zerbst (1742-1747)
- Frederik August van Anhalt-Zerbst (1734-1793), vorst van Anhalt-Zerbst (1747-1793)
- Rudolf van Anhalt-Zerbst (1576-1621), Vorst van Anhalt-Zerbst (1606-1621)
- Sigismund I van Anhalt-Zerbst (+1405), Vorst van Anhalt-Zerbst (1382-1405)
- Sigismund II van Anhalt-Zerbst (+1450), Vorst van Anhalt (1405-1450)
- Wolfgang Zerer (1961), Duits organist en muziekpedagoog
- Antar Zerguelaine (1985), Algerijns atleet
- Dra?en Žerić-Žera (1964), Bosnisch zanger
- Ernst Friedrich Ferdinand Zermelo (1871-1953), Duits wiskundige en filosoof
- Anne Zernike (1887-1972), Nederlands theologe en predikante
- Elisabeth Zernike (1891-1982), Nederlands schrijfster
- Frits Zernike (1888-1966), Nederlands natuurkundige en winnaar Nobelprijs
- Anatoli Zeroek (1967), Oekraïens atleet
- Firouze (Fieroes) Zeroual (1972), Nederlands politicus
- Liamine Zéroual (1941), Algerijns president (1994-1999)
- Emanuel Žerovnický (1849-??), Tsjechisch componist en dirigent
- Anton Johann Zerr (1849-1932), Duits-Russisch bisschop en esperantist
- Zerubbabel (6e eeuw), stadhouder in Jeruzalem
- Klaus Zerta (1946), Duits stuurman bij het roeien
- John Zerzan (1943), Amerikaans anarchist, filosoof van het primitivisme en schrijver
- Pavel Zerzáň (1978), Tsjechisch wielrenner

## Zet

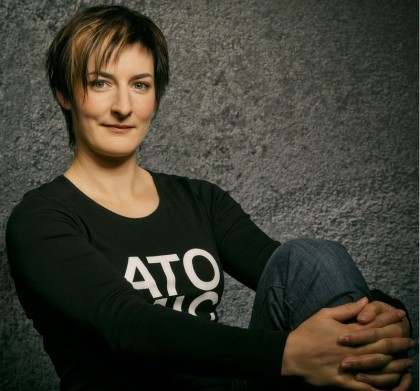
Kathrin Zettel (2009)

- Catherine Zeta-Jones (1969), Welsh actrice
- Clara Zetkin (1857-1933), Duits politiek activiste
- Kathrin Zettel (1986), Oostenrijks alpineskiester
- Hans van Zetten (1948), Nederlands sportverslaggever
- Pär Zetterberg (1970), Zweeds voetballer
- Mai Zetterling (1925-1994), Zweeds actrice en filmregisseuse
- Monica Zetterlund, geboren als Monica Nilsson, (1937-2005), Zweeds zangeres en actrice
- Eugeen Zetternam (1826-1855), Vlaams volksschrijver
- Susanne (Susi) Zettl (1981), Duits triatleet en langeafstandsloopster
- Richard Zettler (1921), Duits componist, muziekpedagoog en dirigent

## Zeu
- Guy Van Zeune (1934), Belgisch atleet
- Werner Zeussel (1941-2009), Duits populair acteur en toneelschrijver
- Hieronymus Georg Zeuthen (1839-1920), Deens wiskundige
- Zeuxis (5e eeuw v.Chr.), Grieks kunstschilder

## Zev
- Z'EV, pseudoniem van Stefan Joel Weisser, (1951), Amerikaans dichter en muzikant gespecialiseerd in percussie
- Karst Zevenberg (1893-1960), Nederlands architect
- Christiaan Zevenbergen (1897-1976), Nederlands jurist
- Harry Zevenbergen (1964-2022), Nederlands dichter, bloemlezer en organisator
- Pieter Zevenbergen (1940), Nederlands bestuurder en politicus
- Georges Van Zevenberghen (1877-1968), Belgisch realistisch en postimpressionistisch kunstschilder
- Erik Zevenhuizen (1962), Nederlands historicus
- Meester van de Zeven werken van Barmhartigheid (15e eeuw), Nederlands kunstschilder
- Alain Van Zeveren (1963), Belgisch componist, arrangeur, producer en uitvoerend muzikant
- Kerem Zevne (1990), Belgisch voetballer
- Warren William Zevon (1947-2003), Amerikaans liedjesschrijver

## Zew
- Ahmed Zewail (1946-2016), Egyptisch-Amerikaans scheikundige en Nobelprijswinnaar
- Terefe Maregu Zewdie (1983), Ethiopisch langeafstandsloper
- Marcin Żewłakow (1976), Pools voetballer
- Michał Żewłakow (1976), Pools voetballer

## Zex
- Lin Zexu (1785-1850), Han-Chinees ambtenaar

## Zey
- Marie van der Zeyde (1906-1990), Nederlands letterkundige en vertaalster